# Муанар, Амаэль
Амаэль Муанар (фр. Amaël Moinard; род. 2 февраля 1982, Шербур-Октевиль, Франция) — французский профессиональный шоссейный велогонщик, выступающий за команду CCC Team.

## Достижения
2006
- 6-й на Châteauroux Classic
- 8-й на Туре де л'Авенир - ГК
- 8-й на Туре Пуату — Шаранты - ГК

2007
- 10-й на Рут-дю-Сюд - ГК
  - 1-й на этапе 3

2008
- 9-й на Туре Средиземноморья - ГК
- 10-й на Grand Prix de Plumelec-Morbihan
- Приз самому агрессивному гонщику на этапе 11 Тур де Франс

2010
- Париж — Ницца
  - 1-й  в ГрК
  - 1-й на этапе 7
- 7-й на La Tropicale Amissa Bongo - ГК
- 7-й на Дуо Норман вместе с Жульен Фучар

2011
- 2-й в ГрК на Туре Страны Басков

2014
- 3-й на Тур дю От-Вар - ГК 
  - 1-й на этапе 2
- 9-й на Арктической гонке Норвегии -ГК

2015
- 1-й  на этапе 1 (ТTT) на Вуэльта Испании
- 7-й на Вольта Лимбург Классик

2016
- 6-й на Classic Sud-Ardèche
- 10-й на  Арктической гонке Норвегии - ГК

| ГК  | Генеральная классификация |
| ГрК | Горная классификация      |

## Статистика выступлений наГранд Турах
| Гранд Тур | 2006 | 2007 | 2008 | 2009 | 2010 | 2011 | 2012 | 2013 | 2014 | 2015 | 2016 | 2017 |
| --------- | ---- | ---- | ---- | ---- | ---- | ---- | ---- | ---- | ---- | ---- | ---- | ---- |
| Джиро     | 112  | 46   | -    | -    | -    | -    | -    | -    | -    | 15   | -    | -    |
| Тур       | -    | -    | 15   | 65   | 70   | 65   | 45   | 56   | 45   | -    | 45   | 32   |
| Вуэльта   | -    | -    | -    | 18   | -    | -    | 99   | -    | -    | 15   | -    | -    |